# Neculai Alexandru Ursu
Neculai Alexandru Ursu (n. 3 august 1926, Boroșești, România – d. 14 mai 2016, Iași, România) a fost un lingvist, filolog, editor și istoric literar român, a cărui activitate științifică se întinde pe 60 de ani (începând din 1950). Doctor în filologie (1967) al Universității "Alexandru Ioan Cuza" din Iași, cu teza Formarea terminologiei științifice românești. În 28 martie 2013, N. A. Ursu a fost ales membru corespondent al Academiei Române.

## Lucrări
- Formarea terminologiei științifice românești, București, Editura Științifică, 1962, 300 p.
- Contribuții la istoria literaturii romane. Studii și note filologice, Iași, Editura Cronica, 1997, 506 p.
- Contribuții la istoria culturii românești. Studii și note filologice, Iasi, Editura Cronica, 2002, 484 p.
- Contribuții la istoria culturii românești în secolul al XVII-lea. Studii filologice, Iasi, Editura Cronica, 2003, 452 p.
- Mărturii documentare privitoare la viața și activitatea mitropolitului Dosoftei (în colaborare cu Nicolae Dascălu), Iași, Editura Trinitas, 2003.
- Împrumutul lexical în procesul modernizării limbii române literare, vol. I: Studiu lingvistic și de istorie culturală, Iași, Editura Cronica, 2004; vol. II: Repertoriu de cuvinte și forme, Iași, Editura Cronica, 2006 (în colaborare cu Despina Ursu).
- Paternitatea Istoriei Țărîi Rumânești atribuită stolnicului Constantin Cantacuzino. Studiu filologic, Iași, Editura Cronica, 2009, 249 p.

## Ediții de texte

### Dosoftei
- Dosoftei, Psaltirea în versuri (1673), ediție critică de N. A. Ursu, cuvânt înainte de Înalt Prea Sfințitul Iustin Moisescu, Arhiepiscop al Iașilor și Mitropolit al Moldovei și Sucevei. Iași, 1974.
- Dosoftei, Opere, vol. 1: Versuri, ediție critică de N. A. Ursu, studiu introductiv de Al. Andriescu, Editura Minerva, București, 1978.
- Dosoftei, Dumnezeiasca liturghie (1679), cu un studiu introductiv de Înalt Prea Sfințitul Teoctist, ediție critică de N. A. Ursu, Iași, Mitropolia Moldovei, 1980, 352 p.
- Dosoftei, Versuri alese, antologie, text stabilit, prefață și glosar de N. A. Ursu, Iași, Virginia, 1994, 235 p.

### Gheorghe Asachi
- Gheorghe Asachi, Scrieri literare, vol. 1: Versuri, vol. 2: Nuvele istorice, ediție îngrijită, prefață, note și glosar de N. A. Ursu, București, Editura de Stat pentru Literatură și Artă, 1957 (283+372 p.).
- Gheorghe Asachi, Scrieri alese, ediție îngrijită și prefață de N. A. Ursu, București, Editura Tineretului, 1960, 246 p.
- Gheorghe Asachi, Scrieri alese, ediție îngrijită și prefață de N. A. Ursu, București, Editura Tineretului, 1961, 248 p. (Biblioteca școlarului).
- Gheorghe Asachi, Opere, ediție critică și prefață de N. A. Ursu, București, Editura Minerva, 1973-1981, 2 vol.
- Gheorghe Asachi, Opere, note și comentarii de N. A. Ursu; prefață de E. Levit, Chișinău, Editura Hyperion, 1991, 2 vol.

### Vasile Alecsandri
- Vasile Alecsandri, Mărgăritarele, antologie, note și prefață de N. A. Ursu, București, Editura Tineretului, 1962, 296 p. (Biblioteca școlarului).
- Vasile Alecsandri, Poezii alese, prefață și note de N. A. Ursu; text stabilit de G. C. Nicolescu și Geta Rădulescu-Dulgheru, București, Editura Tineretului, 1965, 302 p. (Biblioteca școlarului).